# Terri Dendy
Terri Dendy (* 8. Mai 1965) ist eine ehemalige US-amerikanische Sprinterin, die sich auf den 400-Meter-Lauf spezialisiert hatte.
Für die George Mason University startend wurde sie 1988 NCAA-Hallenmeisterin.
Bei den Hallenweltmeisterschaften 1991 in Sevilla gewann sie in der 4-mal-400-Meter-Staffel mit dem US-Team Bronze.
1993 holte sie mit der 4-mal-400-Meter-Stafette Silber bei den Hallenweltmeisterschaften in Toronto. Bei den Weltmeisterschaften in Stuttgart trug sie mit einem Einsatz im Vorlauf zum Sieg der US-Stafette bei.
Ihre vierte Staffelmedaille errang sie bei den Panamerikanischen Spielen 1995 in Mar del Plata, wo sie mit der US-Stafette auf den zweiten Platz kam.

## Bestzeiten
- 400 m: 51,45 s, 21. Juni 1988, Köln
  - Halle: 52,57 s, 12. März 1988, Oklahoma City